# Kliški dekanat
Kliški dekanat je teritorijalno-pastoralna jedinica u sastavu Splitsko-makarske nadbiskupije. Osnovan je 25. kolovoza 1964. od župa koje su se do tada nalazile u sastavima Solinskog i Cetinskog dekanata.
Dekanat se sastoji od 12 župa: Bisko, Dicmo Donje, Dicmo Gornje, Dugopolje, Klis, Konjsko, Koprivno, Kotlenice, Muć Donji, Muć Gornji, Neorić i Prugovo. Sve župe nalaze se u Splitsko-dalmatinskoj županiji, a župsku službu obavljaju svjetovni svećenici, izuzevši župu Prugovo koju vode franjevci Provinicije Presvetog Otkupitelja.
Dekanat je dobio ime po Klisu, drevnom sjedištu hrvatskih srednjovjekovnih vladara. Služba dekana nije povezana sa službom kliškog župnika, već dekana imenuje Nadbiskupski ordinarijat između djelatnih župnika u dekanatu. Do sada je službu dekana najviše obnašao župnik Dicma Donjeg, a po jednom su tu službu vršili župnici Konjskog i Klisa.

## Povijest
Područje kliškog dekanata bilo je naseljeno već za Ilira, što potvrđuju ostaci ilirskih gomila i gradina. U rimsko doba izgrađena je utvrda na području Muća (Andetrium). U nekim mjestima dekanata pronađeni su ostaci iz starokršćanskog razdoblja (Konjsko, Prugovo, Muć, ali i spomenici iz starohrvatske prošlosti (knez Branimir je sagradio crkvu sv. Petra u Muću).
Godine 1537. Klis je pao pod tursku vlast i otada je sjedište turskog sandžaka. Oslobođen je 1648. godine, a cijelo područje dekanata oslobođeno je na početku Morejskog rata (1684. – 1699.).